# Ema Berta
Ema Berta (Ema Berta Sena dos Santos, Sintra, 13 de Fevereiro de 1944 - Cascais, 8 de julho de 2021 (77 anos)), foi uma pintora portuguesa.

## Biografia
Licenciou-se em Artes Plásticas e Pintura na Faculdade de Belas-Artes da Universidade de Lisboa e fez parte da direcção da Sociedade Nacional de Belas Artes, em Lisboa. Na Fundação Ricardo do Espírito Santo foi professora de desenho. A partir do final da década de 1990 viveu alternadamente em Lisboa e em Paris, tendo-se fixado nesta última cidade entre 2003 e 2010.

## Obras
O primeiro conjunto de obras marcantes desta pintora surgiu em meados da década de 1980, com a curta série Elasippos, consagrada à obscura mitologia deste filho de Clito e Neptuno, onde se consubstancia já a sua opção por uma pintura de pinceladas substancialmente empastadas que, simultaneamente, conferem profundidade e brilho à composição.
Pouco depois, ainda no final da mesma década, surgiu também a importante série Meninas, onde a representação feminina, infantil e adolescente, é sublinhada por traços profundamente sexualizados, provocatórios e, como refere Liberto Cruz, expressões corporais e faciais algo "libertinárias".
A sua primeira série mais ampla, homogénea e significativa consubstancia-se em Florestas e Mares, um conjunto de telas executadas na transição da década de 1980 para a de 1990. Nestas obras evidencia-se já uma componente conceptual baseada em arquétipos e símbolos ligados ao inconsciente colectivo. Estes surgem sobrepostos a um neo-figurativismo de influência expressionista que progressivamente se vinha consolidando no seu percurso pictórico desde a década de 1980.
Ao longo da década de 1990 derivou a sua pintura para algumas obras menos figurativas e de maior tendência abstraccionista, que se ilustram na exposição Florestas do Arco-Íris, onde a luminosidade é acentuada por inúmeras pinceladas que traduzem uma opção cromática heterogénea e caleidoscópica. 
Ainda durante a década de 1990, aproveitando o período em que ali executou o painel azulejar destinado a um viaduto de Algueirão / Mem Martins, no concelho de Sintra, Ema Berta decorou também algumas peças cerâmicas na fábrica Viúva Lamego, em Lisboa.
Já em Paris, desenvolveu uma das suas séries pictóricas mais importantes, Índios, série que surgiu na sequência da sua deslocação ao Canadá, das suas visitas à Art Gallery of Ontario e ao Royal Ontario Museum e, particularmente, da impressão que a herança cultural das First Nations exerceu na pintora.
Pontuada por várias telas de grandes dimensões, esta série, onde a pintora reflecte múltiplas visões sobre distintas heranças culturais dos diversos continentes, inclui ainda uma pequena escultura em bronze.
Em Setembro de 2017 foi anunciada a doação de diversos óleos sobre tela, e esboços, desta artista plástica ao Museu de Arte Contemporânea Nadir Afonso, em Chaves. 

## Séries
- Seres Felinos
- Elasippos
- Meninas
- Florestas e Mares
- Florestas do Arco-Íris
- Índios e Outras Gentes

## Exposições

### Individuais
1983 - Galeria do Centro de Actividades Culturais do T.E.C, Cascais, Portugal ; 
1984 - Galeria de Exposições Temporárias do Palácio de Turismo de Sintra, Sintra, Portugal.
1985 - Galerie Maison de l'Europe, Paris, França.
1986 - Galeria Tempo, Lisboa, Portugal; Galeria E. G., Porto, Portugal.
1987 - Galeria de Arte Moderna da S.N.B.A., Lisboa, Portugal ; Galeria Lapub, Figueira da Foz, Portugal; Galeria da Caixa Geral de Depósitos, Paris, França; Embaixada de Portugal, Paris, França.
1988 - Galeria de Arte Moderna da S.N.B.A., Lisboa, Portugal.
1989 - MENINAS, Galeria Clube 50, Lisboa, Portugal; FLORESTAS E MARES, Galeria Barata, Lisboa, Portugal .
1990 - Galeria Eborense, Évora, Portugal.
1991 - Galeria Espace Alliance Française, Lisboa, Portugal; Galeria de Arte Moderna, S.N.B.A., Lisboa, Portugal; Galeria Teatro Romano, Lisboa, Portugal.
1992 - Galeria Barata, Lisboa, Portugal; Galeria Clube 50, Lisboa, Portugal.
1993 - DE VERDADES E DE MITOS, Galeria Belo Belo, Braga, Portugal; Galeria de Arte Moderna da S.N.B.A., Lisboa, Portugal ; Galeria Teatro Romano, Lisboa, Portugal.
1994 - Instalação RETÁBULO, Palácio Nacional de Mafra, Mafra, Portugal ; EMA BERTA: PAINTINGS, Consulado Geral de Portugal, Toronto, Canadá.
1995 - PINTURA E DESENHO, Museu da Água / EPAL, Lisboa, Portugal; Galeria Ygrego, Lisboa, Portugal; PINTURA, Eborensia Galeria, Évora, Portugal.
1996 - Galeria Espace Alliance Française, Lisboa, Portugal.
1997 - FLORESTAS DO ARCO-ÍRIS, Biblioteca Municipal Calouste Gulbenkian, Ponte de Sor, Portugal.
1998 - Galeria Arte Varia, Coimbra, Portugal; Galeria Ygrego, Lisboa, Portugal.
1999 - Museu da Água / EPAL, Lisboa, Portugal.
2000 - Galerie Etienne de Causans, Paris, França.
2002 - O ENVOLVIMENTO DO OLHAR, Galeria Casa d'Arte, Lisboa, Portugal.
2003 - Galerie Etienne de Causans, Paris, França; Galerie Claude Lemand, Paris, França.
2015 - DESENHOS, na Biblioteca Municipal de Condeixa, Condeixa, Portugal ; ÍNDIOS E OUTRAS GENTES, Galeria de Arte Moderna da S.N.B.A., Lisboa, Portugal. 
2018 - EMA BERTA: A LUMINOSA EXALTAÇÃO DAS SOMBRAS, Museu de Arte Contemporânea Nadir Afonso, Chaves, Portugal.   

### Colectivas, de selecção ou convite
1978 - Galeria E.S.B.A.L., Lisboa, Portugal.
1979 - Galeria E.S.B.A.L., Lisboa, Portugal; DE P'ARTE, Galeria Diferença, Lisboa, Portugal; ARTES PLÁSTICAS, Câmara Municipal de Coruche, Coruche, Portugal; Galeria Valenças, Sintra, Portugal.
1980 - II Bienal de V. N. de Cerveira, Vila Nova de Cerveira, Portugal; Salão de Outono do Casino Estoril, Estoril, Portugal; Museu Municipal, Torres Novas, Portugal; NOVOS ANOS, Galeria de Arte Moderna da S.N.B.A., Lisboa, Portugal.
1981 - Concurso promovido pela S.C.C., Lisboa, Portugal; Salão de Primavera, Estoril, Portugal; Colectiva de Alunos Finalistas da ESBAL; Juventus 81, F.I.L., Lisboa, Portugal; Salão de Outono, Estoril, Portugal; Colectiva de Gravura, Cazaquistão.
1982 - Salão de Primavera, Estoril, Portugal; Galeria T.E.C., Cascais, Portugal ; III Bienal de V. N. de Cerveira, Vila Nova de Cerveira, Portugal; Salão de Outono, Estoril, Portugal.
1983 - Colectiva de Homenagem a Reynaldo dos Santos, Vila Franca de Xira, Portugal; Colectiva do 50.º Aniversário do M.A.C., Lisboa; IV Salão de Pintura, Galeria do Palácio de Turismo, Sintra; I Bienal de Chaves, Chaves; 
1984 - Galeria do Palácio de Turismo, Sintra, Portugal; Galeria Atrium da Imprensa, Lisboa, Portugal; Colectiva para as Vítimas das Inundações, Estoril, Portugal; Arte para as Férias, Galeria E. G., Porto; Palácio da Cidadela, Cascais; 11 Artistas n' A Galeria, Cascais; Portugal em Abril, Palácio da Cidadela, Cascais; Galeria O Terraço, Estoril, Portugal.
1985 - II Bienal de Desenho da Cooperativa ÁRVORE, Porto e Lisboa, Portugal; Pequeno Formato, Galeria E. G., Porto; I Exposição Nacional de Pequeno Formato, Junta de Turismo do Estoril, Estoril; Exposição do Comitê Olímpico Português; Salão de Colagem, Tapeçaria e Objectos, S.N.B.A., Lisboa; Colectiva de Pintura, Galeria Tempo, Lisboa.
1986 - A REPRESENTAÇÃO DO ANIMAL NA ARTE PORTUGUESA CONTEMPORÂNEA, Abrantes e Vila Franca de Xira, Portugal; III Bienal de Lagos, Lagos, Portugal; NOVAS TENDÊNCIAS DO DESENHO, Galeria de Arte Moderna da S.N.B.A., Lisboa, Portugal; Arte Moderna numa Vila Antiga, Campo Maior; Associação A. P. de Cascais e IMARGEM, Almada; Colectiva do Comitê Olímpico Português, Lisboa.
1987 - II Bienal de Arte dos Açores e Atlântico, Açores, Portugal; I Bienal de Sintra, Sintra, Portugal; OS JOGOS, Galeria Arcada, Estoril, Portugal; Colectiva no Centro de Exposições e Estudos do Museu da Lourinhã, Lourinhã.
1988 - I Bienal de Vila do Conde, MOM'ARTE, Vila do Conde, Portugal; COLECTIVA, Galeria Miron, Lisboa, Portugal; Salão de Arte Moderna, S.N.B.A., Lisboa, Portugal.
1989 - I Feira de Arte Contemporânea, Forum Picoas, Lisboa, Portugal; Salão de Arte Moderna, S.N.B.A., Lisboa, Portugal.
1990 - SUPORTE II FIGURATIVO, Galeria Arcada, Estoril, Portugal; Bienal de Heidelberg, Heidelberg, Alemanha; V Bienal de Lagos, Lagos, Portugal; 4 ARTISTAS, Galeria de São Bento, Lisboa, Portugal.
1991 - HOMENAGEM A JOÃO BARATA, Galeria Barata, Lisboa, Portugal; Salão de Arte Moderna, S.N.B.A., Lisboa, Portugal.
1992 - V Bienal de V. N. de Cerveira, Vila Nova de Cerveira, Portugal; COLECTIVA, Galeria SOCTIP, Lisboa, Portugal; COLECTIVA, Galeria Moira, Lisboa, Portugal; COLECTIVA DE ANIVERSÁRIO, Clube 50, Lisboa, Portugal.
1993 - COLECTIVA, Galeria SOCTIP, Lisboa, Portugal; AS CORES DE LISBOA, G.A.M., S.N.B.A., Lisboa, Portugal; COLECTIVA, Galeria Conde Redondo, Lisboa, Portugal; Galeria Municipal Escudeiros, Beja, Portugal; O PAPEL COMO SUPORTE, S.N.B.A., Lisboa, Portugal; Finalista do Prémio BANIF de Pintura, Lisboa, Portugal; Prémio Nacional de Pintura Júlio Resende, Gondomar, Portugal.
1994 - I Bienal A.I.P., Porto, Portugal; COLECTIVA, Galeria de Arte Moderna, Rio de Janeiro, Brasil.
1995 - Grande Prémio BANIF, Lisboa, Portugal; Fundação Portuguesa de Cardiologia, Lisboa, Portugal. Bienal de Amarante / Amadeu de Souza-Cardoso, Amarante, Portugal.
1996 - Prémio Nacional de Pintura Júlio Resende, Porto, Portugal; O ROSTO DO INFANTE, Tomar e Viseu, Portugal.
1997 - FIAC'97, Portugal; EXPOSIÇÃO DE DESENHO, Galeria de Arte Moderna, S.N.B.A., Lisboa, Portugal.
1998 - O LUGAR DO DESENHO, Museu de Estremoz, Estremoz, Portugal; SENSIBILIDADES FEMININAS, Palácio Foz, Lisboa, Portugal.
1999 - HOMENAGEM A FERNANDO PESSOA, exposição itinerante, Portugal.
2000 - TRANSFORMAÇÕES, S.N.B.A., Lisboa, Portugal; NATIVIDADE PARA UM RETÁBULO, Mosteiro dos Jerónimos, Lisboa, Portugal.
2001 - EXPOSIÇÃO DE ARTE SACRA, Fátima, Portugal.
2002 - 100 ANOS, 100 ARTISTAS, Galeria de Arte Moderna, S.N.B.A., Lisboa, Portugal.
2003 - TEMÁTICA DO  ESPÍRITO SANTO, Torre do Tombo, Lisboa, Portugal; HOMENAGEM A FERNANDO DE AZEVEDO, Lisboa e Porto, Portugal.
2006 - TÉCNICAS MISTAS NO ACERVO DA GALERIA DE DESENHO, Centro Cultural Tomaz Alcaide, Estremoz, Portugal. 
2012 - UM TEXTO, UMA OBRA, Galeria de Arte Moderna da S.N.B.A., Lisboa, Portugal.
2014 - ARTE HOJE, Galeria de Arte Moderna da S.N.B.A., Lisboa, Portugal. 
2019 - EXPOSIÇÃO RETROSPECTIVA dos 26 Anos de Protocolo Cultural entre o Município de Ponte de Sor e a Fundação das Casas de Fronteira e Alorna, Centro de Artes e Cultura, Ponte de Sor, Portugal.  

## Obras em Instituições públicas ou privadas
Banco de Portugal, Lisboa, Portugal.
Caixa Geral de Depósitos, Lisboa, Portugal.
Caixa Geral de Depósitos, Paris, França.
Centro de Artes e Cultura, Ponte de Sor, Portugal.
antiga Colecção Banco Pinto & Sotto Mayor, Lisboa, Portugal.
antiga Colecção Crédito Predial Português, Lisboa, Portugal.
Colecção ICEP, Berlim, Alemanha.
Colecção do Consulado Geral de Portugal, Toronto, Canadá.
Museu da Água / EPAL, Lisboa, Portugal.
Museu de Arte Contemporânea Nadir Afonso, Chaves, Portugal.
Museu Carlos Machado, Ponta Delgada, Açores, Portugal.
Museu do Desenho, Estremoz, Portugal.
Museu Municipal da Figueira da Foz, Figueira da Foz, Portugal.
Museu Municipal de Sintra, Sintra, Portugal.
Pousadas de Portugal, Pousada de S. Francisco, Beja, Portugal.

## Autores de textos sobre Ema Berta e a sua obra
Anabel Paul; Alberto Augusto Miranda; António Augusto Joel; António Bacalhau; António Viana; Claude Lemand; Cristina Azevedo Tavares; David Mourão-Ferreira; Edgardo Xavier; Eurico Gonçalves; Fernando de Azevedo; Fernando de Sousa; Jaime Silva; João Pinharanda; Jorge Guimarães; Jorge Aguiar Oliveira; José Mário Silva; Júlio Quaresma; Lagoa Henriques; Liberto Cruz; Luísa Soares de Oliveira; Madalena Carretero Cruz; Manuel Vaz; Margarida Botelho; Margarida Calado; Margarida Montenegro; Maria Elisa; Paiva Raposo; Pedro Freire; Pierre Lévy-Soussan; Rodrigues Vaz; Sílvia Chicó; Vasco Graça Moura; Vítor Serrão.